# Zelotes sarawakensis
Zelotes sarawakensis este o specie de păianjeni din genul Zelotes, familia Gnaphosidae. A fost descrisă pentru prima dată de Thorell, 1890. Conform Catalogue of Life specia Zelotes sarawakensis nu are subspecii cunoscute.